# 广西咨议局
广西咨议局是1909年至1911年间在广西省设立的咨议局。

## 历史
1907年，清政府预备立宪，决定于各省设立咨议局。1908年，广西巡抚张鸣岐设立广西咨议局筹备处，以藩司余诚格、提学使李翰芬、臬司王芝祥为总办。1909年10月14日，广西咨议局正式在桂林宣告成立，陈树勋为议长，唐尚光、甘德蕃为副议长，黄宏宪等10人为常驻议员。1910年第二次常年会召开，议长陈树勋、副议长唐尚光因为进京供职而请辞，会议选举甘德蕃为议长，秦步衢、黄宏宪为副议长。辛亥革命爆发后广西独立，咨议局随之撤销，改为广西省临时议会。

## 议员
广西咨议局共有议员57人：
- 议长：陈树勋（1910年辞职）、甘德蕃（1910年任）
- 副议长：唐尚光（1910年辞职）、甘德蕃（1910年升任议长）、秦步衢（1910年任）、黄宏宪（1910年任）
- 议员：林锡畴、李识韩、梁廷栋、黄宏宪（1910年任副议长）、苏树翰、朱景辉、陈太龙、蒙经、莫汝庞、植自森、罗蔼吉、黎赓尧、唐钟元、程修鲁、周维宗、熊德望、吴赐龄、王钟骥、韦尚志、陈国麟、林舒升、冯汝梅、常远昉、蒋庚藩、姚克让、吴寿松、梁培瑛、莫文奎、邱建中、黄晋蒲、钟廷隽、毛鸿济、卢瑞春、廖济斌、苏继轼、徐新伟、何俊、秦步衢（1910年任副议长）、黄永祥、覃祖烈、卢树芳、韦先发、夏开运、梁启璋、曾文鸿、许修恭、宋源学、梁书云、黄乃昌、陆步云、古济勋、陆杏林、岑润传、孙丕显